# Utrechtsedwarsstraat 6-8
Utrechtsedwarsstraat 6-8 is een gebouw aan de Utrechtsedwarsstraat in Amsterdam-Centrum. De bovenwoningen kregen huisnummer 6; huisnummer 8 is de berging.

## Geschiedenis
De Utrechtsedwarsstraat is gelieerd aan de Utrechtsestraat, al eeuwenlang de uitvalsweg van Amsterdam naar Utrecht. Die Utrechtsestraat kreeg steeds verlengingen in de almaar groeiende stad Amsterdam. Wanneer die straten hun naam kregen is dan ook niet bekend. Het aangehaalde gebouw staat in het deel van de Utrechtsedwarsstraat tussen de Reguliersgracht en de Utrechtsestraat. Hier had in de jaren dertig garagehouder J.J. van Breda een aantal percelen in zijn bezit, niet alleen aan deze straat, maar ook aan de achterliggende Falckstraat (31-41). In 1935 vond hij de tijd rijp om zijn percelen te vernieuwen en vroeg om de sloopvergunning voor Utrechtschedwarsstraat 6-8 en Falckstraat 31. Aan de Utrechtseswarsstraat liet hij vervolgens een gebouw bouwen waarin op de begane grond een bergplaats voor auto’s moest komen met daarboven drie etagewoningen. Voor de bouw werd architect Cornelis Kruyswijk ingeschakeld. Ver hoefde Van Breda niet te zoeken, Kruyswijk woonde aan het Frederiksplein 28, waar de Falckstraat op uitkomt. Het oorspronkelijke bouwplan behelsde ook een verbinding met Utrechtsedwarsstraat 22 (achter huisnummers 10, 18 en 20 langs). Of de architect zijn schepping ook heeft gezien, valt te betwijfelen; hij overleed op 10 januari 1935.

## Gebouw
Het gebouw is een opvallende verschijning binnen dit stukje Amsterdam. Allereerst staat het tussen twee pakhuisachtige gebouwen met klokgevels met kleine klauwstukken, met indeling begane grond, woonetage, tussenverdieping, opslagruimte en hijsbalk. Die gebouwen komen met de uiteinden van die klokgevels nauwelijks tot de helft van het gebouw van Kruyswijk. De twee buurpanden staan naar goed gebruik enigszins naar voren hellend (om afstand te houden tussen lading en gevel), terwijl het gebouw van Kruyswijk exact in-het-lood staat. Tot slot heeft het toch moderner ogend gebouw een erker over drie etages, erkers zijn in deze gevelwand een zeldzaamheid. 
Vanuit een natuurstenen plint met toegangsdeur met snijraam en twee kanteldeuren volgt eerst nog een lijst met daarboven de drie woonverdiepingen met een strak venstermotief. Behalve het houten raamwerk is het allemaal baksteen. De erker sluit af en met een kleine daklijst; over de volle breedte van het gebouw volgt dan nog een daklijst naar de zolderetage met dakkapellen in een dwars geplaatst (evenwijdig aan de straat liggend) puntdak. Omdat het gebouw boven zijn buurpanden uitsteekt heeft het gebouw aan beide gevelzijden een groot blind oppervlak. Het gebouw heeft een klein restant van de bouwstijl Amsterdamse School in zich. Onder de erker is een klein kubusachtig natuurstenen blokje terug te vinden.         